# فلای ادونسد
فلای ادونسد (به انگلیسی: Fly Advanced) یک شرکت هواپیمایی با کد یاتا VNX است که در تاریخ ۲۰۰۹ میلادی تأسیس شده است.